# Max Hamburger
Pour les articles homonymes, voir Hamburger (homonymie).

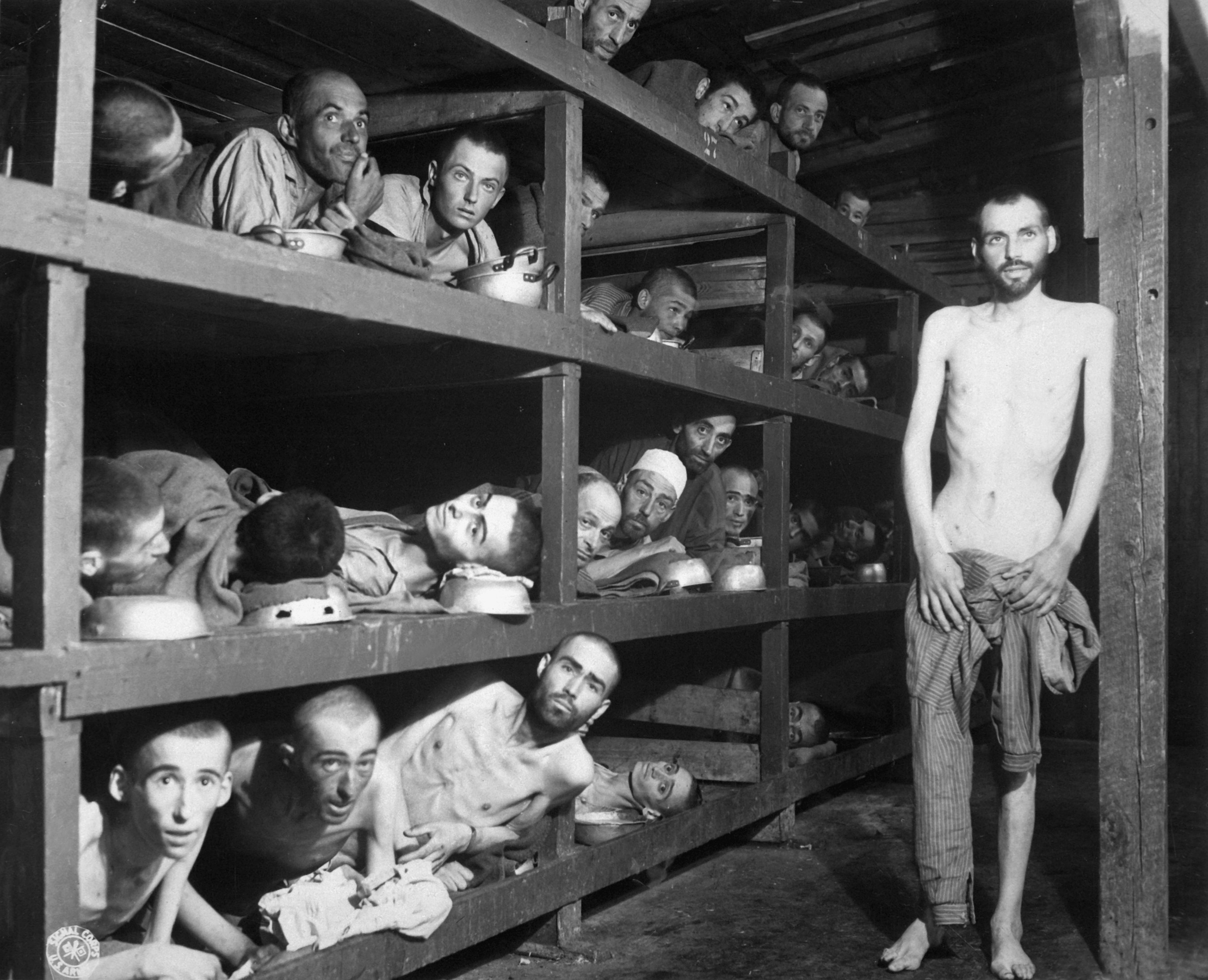
Max Hamburger (4e en partant de la gauche sur le lit du bas) lors de la libération du camp de Buchenwald. Elie Wiesel est le 7e homme couché sur la 2e rangée en partant du bas.

Meijer "Max" Hamburger, né le 10 février 1920 à Maastricht et mort le 2 juillet 2012, est un psychiatre juif néerlandais, résistant durant la Seconde Guerre mondiale et survivant des camps de concentration nazis d'Auschwitz et de Buchenwald.

## Biographie
Né à Amsterdam de Hartog Hamburger (1887-1924) un diamantaire néerlandais, joueur de baseball pour le OVVO d'Amsterdam de la Honkbal Hoofdklasse, frappé à la tête, le 9 octobre 1924, mort le lendemain, devenant le seul joueur européen à mourir de ce sport ; et de Julia Waterman, costumière. Il fait ses études de médecine à l'université d'Amsterdam. Son frère meurt d'un cancer. Il est arrêté pour résistance, sa mère et lui sont déportés à Auschwitz, où sa mère meurt dans la chambre à gaz. Le reste de sa famille meurt en 1943 à Sobibor.
Après plusieurs années de sanatorium, il devient psychiatre spécialisé dans le traitement du traumatisme de la guerre. Il a eu 8 enfants en trois mariages : quatre enfants de son premier mariage, deux de son deuxième et deux de son troisième. Il a commencé à témoigner de son expérience à un âge très avancé dans les écoles, églises et universités.

### Témoignage
- Life After Auschwitz and Buchenwald :experiences of a Concentration Camp Survivor, [lire en ligne]
- (de) Auschwitz - Der Tod hat nicht das letzte Wort - Die Ehrung des Entehrten, Marie-Louise Jung en Christiane Rohleder, druk 2001, uitgeverij Kovar Verlag,  (ISBN 3925845917), ook in het Nederlands en Engels vertaald